# Don LP
Don LP er en mandlig dansk pornoskuespiller, der debuterede 2005 og er en af de hyppigst brugte mandlige pornomodeller i Danmark.
Han spiller sig selv i filmen Don LP – På eventyr i Pornoland, som skildrer hans start i branchen.
Don LP har arbejdet sammen med de fleste pornoproducenter og kan findes på bl.a. SexDebut, Eromax og DKPiger.
Har anslået lavet 300 scener, 16 med Josephine Star. Har derudover lavet omkring 25 scener i Sverige.

## Filmografi (ukomplet)
- Danish Deluxe 5: Sådan er dansk porno
- Dansk porno: 3 kant i baghaven
- Don LP – På eventyr i Pornoland
- Elgjagten
- Farlige fantasier